# 藤原尊子 (藤原道長女)
藤原 尊子（ふじわら の そんし/たかこ、長保5年（1003年）？ - 寛治元年7月7日（1087年8月7日）？）は、藤原道長の五女。母は源明子。太政大臣源師房正室。子に源俊房・顕房・仁覚・麗子（藤原師実正室）・妧子（藤原通房正室）・澄子らがいる。初名は隆子。なお、初名については父・道長の『御堂関白記』や藤原実資の『小右記』に記されており、婚姻時に夫の姉で尊子の異母兄藤原頼通の正室でもあった隆姫女王（具平親王女）の名前と重なるために改名したと考えられている。

## 生涯
寛弘4年（1007年）4月27日に弟の長家とともに着袴の儀式を行い、長和2年（1013年）9月16日に従四位下を叙される。長和4年（1015年）9月20日には従三位に昇進。寛仁元年（1017年）4月26日に長家の元服に合わせて着裳の儀式を行った。
万寿元年（1024年）3月27日、当時右近衛権中将であった頼通の猶子源師房と結婚した。元皇族であるとは言え、道長の娘で「たゞ人」（非皇族・非公卿）と婚姻を結んだのは尊子だけであった。『大鏡』・『栄花物語』によればこれに尊子の同母兄である頼宗や能信は強い不満を抱いたとされている。だが、当時の皇族・公卿の中に道長の娘婿に相応しい未婚の適齢者がいなかったのは事実であり、また道長にとって師房は「義理の孫」にあたり、これを可愛がっていたことから道長にとっては身内に嫁がせるのと全く同じであったのである。また、この頃には道長が健康上の不安を抱えており、自分の身に何かがあった場合に父親の後ろ盾を失った尊子の婚姻が困難になることを恐れたのではないかとする推測もある。
また、これは他の藤原氏の公卿と争って摂関の独占を果たした道長一門にとっては藤原氏と摂関の地位を争う立場にはない村上源氏の公卿との連携は不可欠であったという側面もあった。事実、小野宮家の藤原実資が娘の千古の婿に師房を迎えようとしているのを阻止する形で婚姻が成立しており、前述のように健康の不安を抱えていた道長が自分の死後に小野宮家と村上源氏が連携するのを警戒したとも考えられる。その後、実資の『小右記』には師房に対する批判的な記述が目立つようになる。更に頼通の後継者とされていた通房（早世）・師実（関白）の正室はともに師房・尊子夫妻の娘であり、以後両家は婚姻を重ねながら、宮廷政治を動かすようになっていく。
師房との夫婦関係は子宝に恵まれ半世紀以上にわたって良好であり、夫の死後も二人の息子が揃って左大臣・右大臣に並び立つなど幸福であった。
承保4年（1077年）夫の死と自らの病気によって出家、10年後に没したといわれている。
長男の源俊房が著者とされる『水左記』では「尼上」という人物には一貫して敬語が使用されており、永保元年(1081年)12月には俊房とともに土御門新邸に転居しているという記述や俊房の弟妹である源顕房、源麗子の訪問を受けていたことから「尼上」は尊子であると思われる。

## 説話
『栄花物語』によると俊房が娟子内親王と密通するという事件を起こして娟子を俊房の邸宅に迎え入れた際に自ら世話役を申し出て大切に世話をしたとされている。
また、この密通事件は娟子の弟である後三条天皇が俊房への厳しい処罰を望み、また母の禎子内親王に娟子との文のやり取りを禁じるほどであった。しかし、後三条天皇はのちに二人を許し、娟子が正式に俊房の正室となっていることから妍子、禎子、後三条天皇の親子三代を側近として支えていた能信の妹である尊子が皇室と俊房・娟子の仲を取り持ったのか、あるいはそうした縁があったことから後三条天皇が配慮したのではないかと考えられる。